# Bezirk Strakonitz

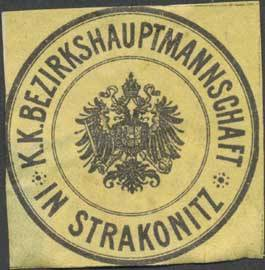
Siegelmarke C.K. Okresní hejtmanství ve Strakonicich / Bezirkshauptmannschaft in Strakonitz

Der Bezirk Strakonitz (tschechisch politický okres Strakonice) war ein Politischer Bezirk im Königreich Böhmen. Der Bezirk umfasste Gebiete in Südböhmen bzw. im Mittelböhmischen Hügelland im heutigen Jihočeský kraj (Okres Strakonice bzw. Okres Strakonice). Sitz der Bezirkshauptmannschaft (tschechisch Okresní hejtmanství ve Strakonicich) war die Stadt Strakonitz (Strakonice). Das Gebiet gehörte seit 1918 zur neu gegründeten Tschechoslowakei und ist seit 1993 Teil Tschechiens.

## Geschichte
Die modernen, politischen Bezirke der Habsburgermonarchie wurden 1868 im Zuge der Trennung der politischen von der judikativen Verwaltung geschaffen.
Der Bezirk Strakonitz wurde 1868 aus den Gerichtsbezirken Strakonitz (tschechisch: soudní okres Strakonice), Horažďowitz (Horažďovice) und Wolin (Volyně) gebildet.
Im Bezirk Strakonitz lebten 1869 73.760 Personen, wobei der Bezirk ein Gebiet von 15,3 Quadratmeilen und 112 Gemeinden umfasste.
1900 beherbergte der Bezirk 74.195 Menschen, die auf einer Fläche von 86.329 km² bzw. in 114 Gemeinden lebten.
Der Bezirk Strakonitz umfasste 1910 eine Fläche von 863,29 km² und eine Bevölkerung von 73.903 Personen. Von den Einwohnern hatte 1910 73.737 Tschechisch und 69 Deutsch als Umgangssprache angegeben. Weiters lebten im Bezirk 97 Anderssprachige oder Staatsfremde. Zum Bezirk gehörten drei Gerichtsbezirke mit insgesamt 155 Gemeinden bzw. 214 Katastralgemeinden.